# Üvegpettyes álcsüngőlepke
Az üvegpettyes álcsüngőlepke (Dysauxes ancilla) a kvadrifid bagolylepkefélék családjába tartozó, Európában honos lepkefaj. 

## Megjelenése
Az üvegpettyes álcsüngőlepke szárnyfesztávolsága 2,2-2,8 cm, a nőstények valamivel nagyobbak. Feje, vállai és potroha narancssárga, a potroh közepén fekete pontsor húzódik. Tora és szárnyak agyagsárgák vagy agyagbarnák. Az elülső szárny szélén egy kisebb és két nagyobb fehér folt található; ezek néha összefolynak, máskor a kisebb és a két nagyobb folt között egy negyedik folt is megjelenhet. Inkább a nőstényeknél előfordulhat a belső szárnyszegély felénél egy (ritkán több) kisebb-nagyobb fehér/sárgásfehér folt. A hímek hátulsó szárnyának közepe kissé világosabb az alapszínnél; a nőstény szárnyának közepén széles élénksárga sáv húzódik. A szárnyak fonákja a felső oldallal megegyező színű. A rojt igen rövid.
Változékonysága nem számottevő.
Petéi lapos aljú kerekdedek, sötétsárgák.   
Hernyója barnásszürke vagy feketésbarna, fekete szemölcsökkel és hátán két sárga pontsorral. Szőrei barnák. Bábja barna, vége lekerekített, hátoldala sűrűn szőrös. 

### Hasonló fajok
Magyarországon nem él másik, hozzá hasonló faj.

## Elterjedése
Eurázsiában honos a Pireneusoktól az Urálig. A Brit-szigetekről és s Skandináv-félszigetről hiányzik. Magyarországon mindenütt előfordul, gyakori faj. 

## Életmódja
A meleg és száraz erdőszéleket, erdőközeli réteket, bozótosokat, sziklalejtőket kedveli.  
Évente egy nemzedéke nő fel, imágói június közepétől augusztus elejéig rajzanak. Nappal inkább pihennek (de néha ilyenkor is repülnek) és éjszaka aktívak, a mesterséges fény vonzza őket. Hernyója polifág, mohákkal, zuzmókkal táplálkozik, de szinte válogatás nélkül megeszi a lágyszárú növények (pitypang, csalán, útifű, lóhere, stb.) leveleit vagy hervadt, száraz leveleket is. A hernyó áttelel, majd a következő évben májusban, június elején bebábozódik. 

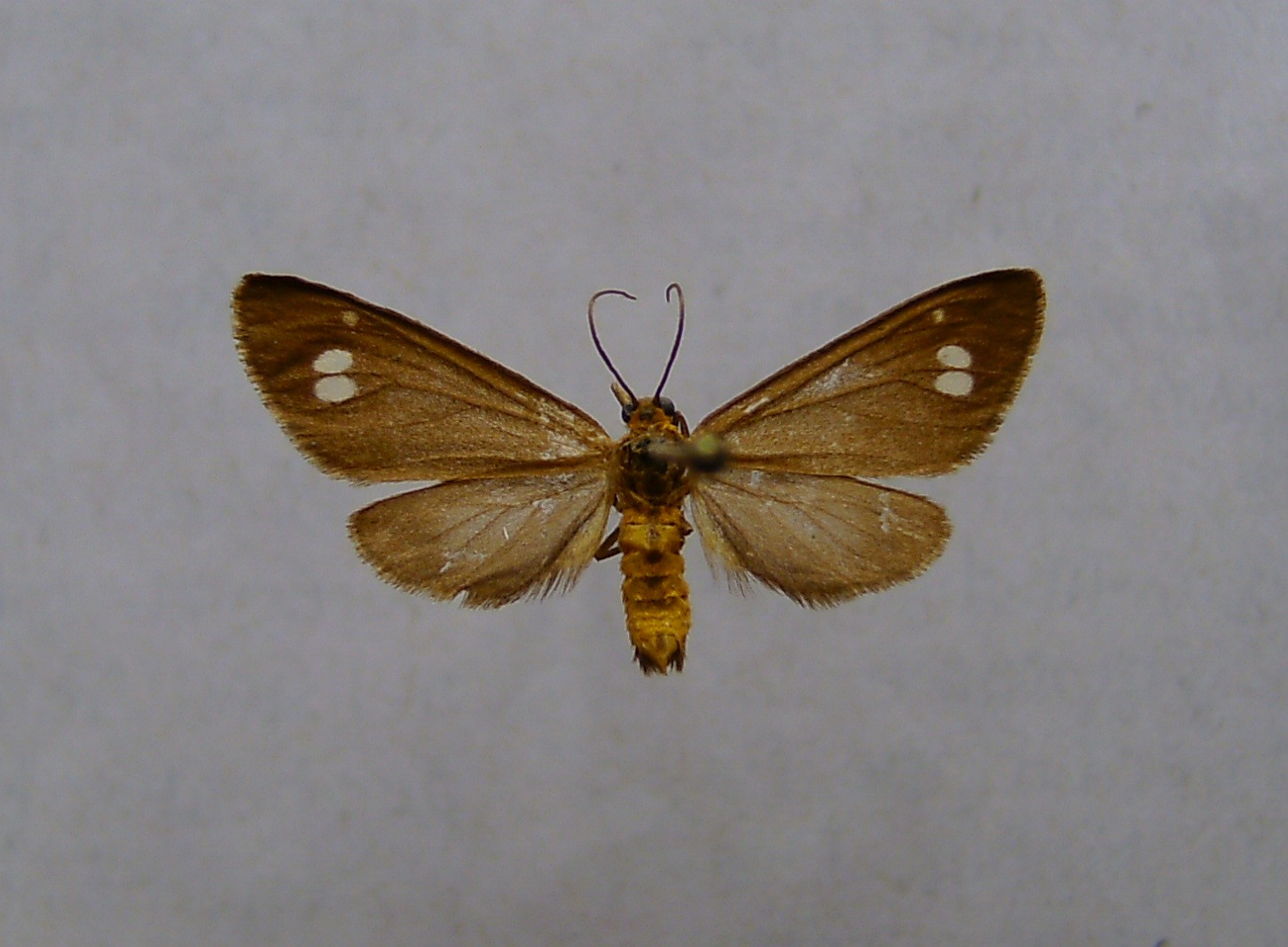
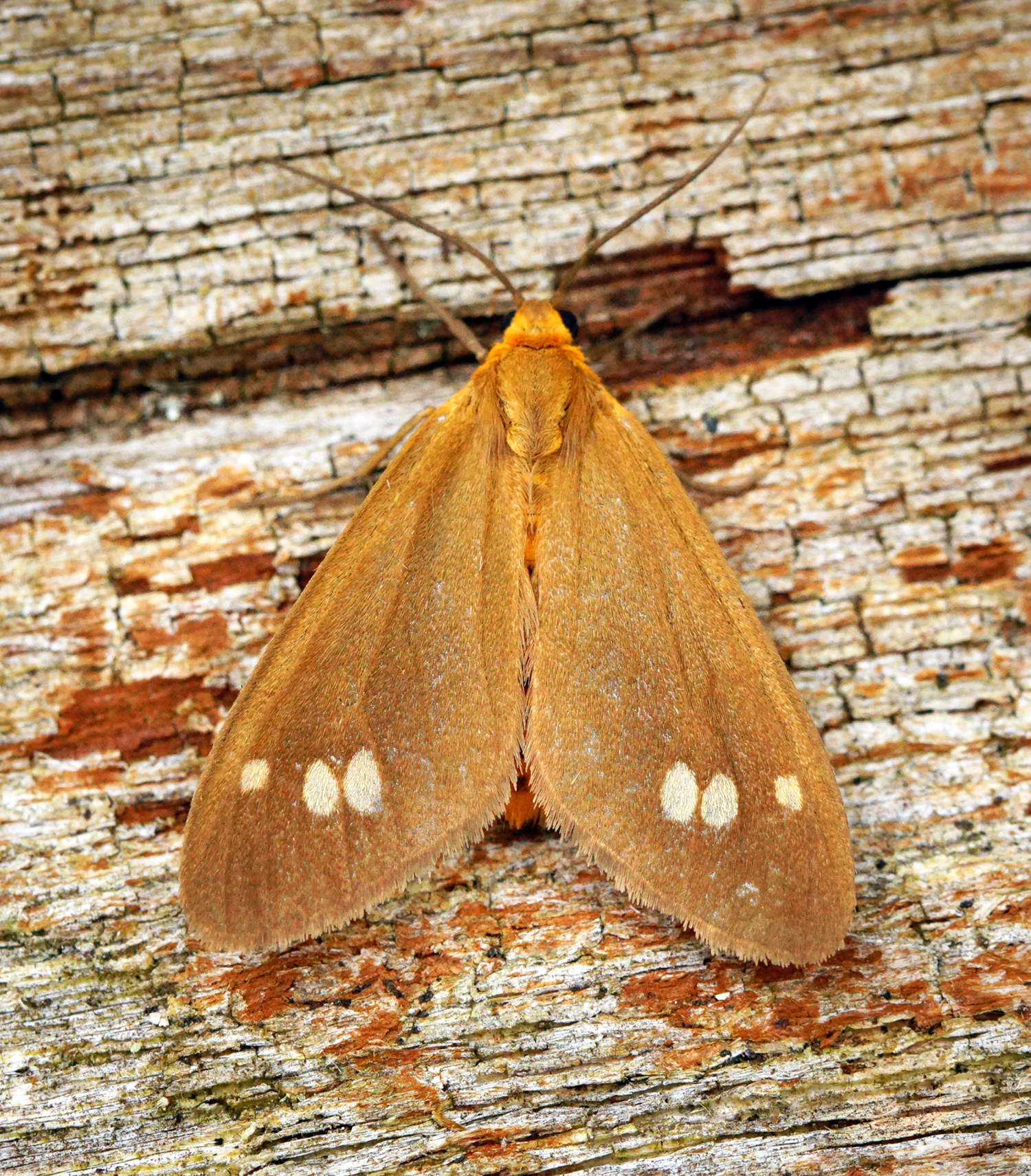
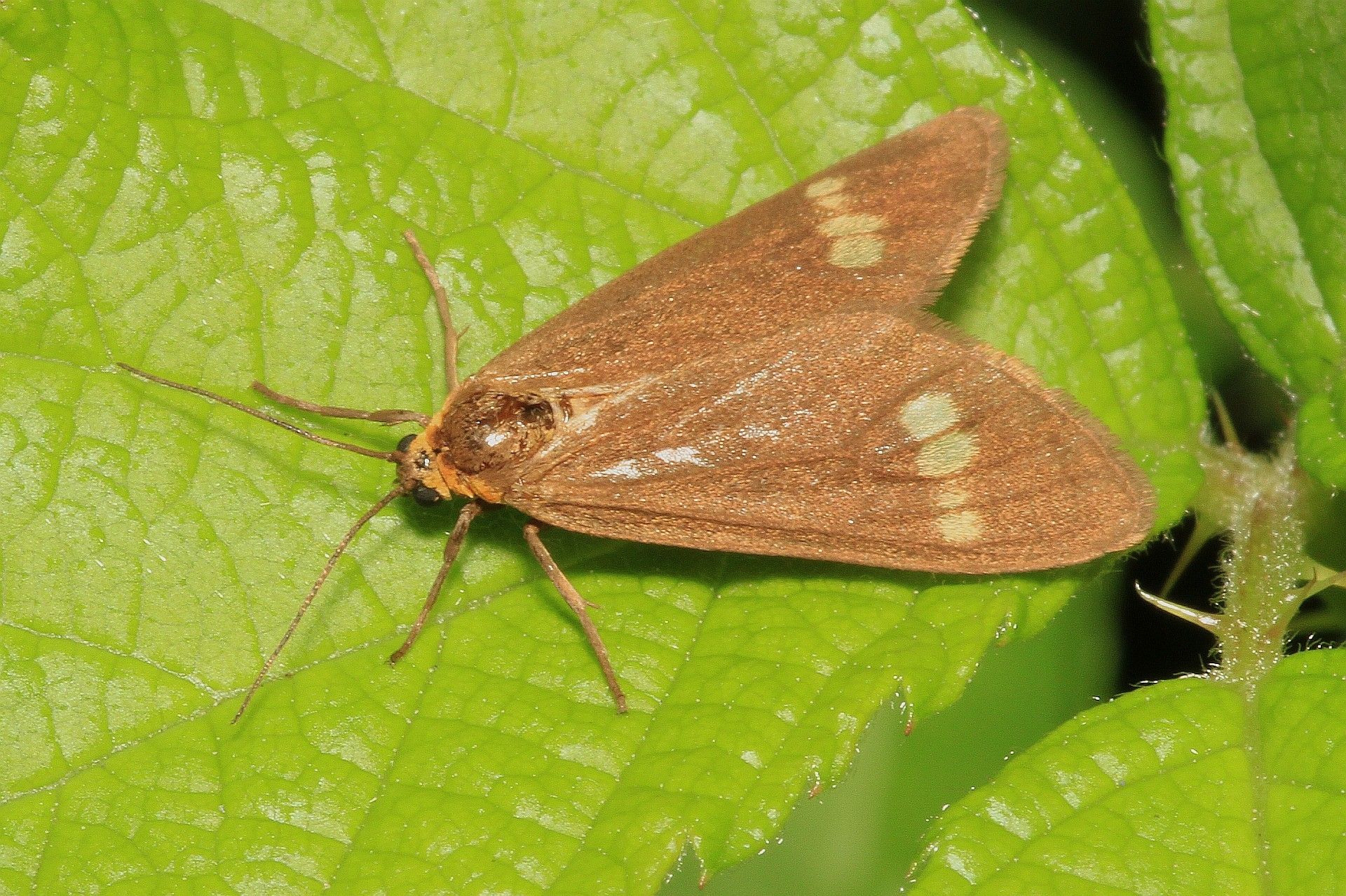
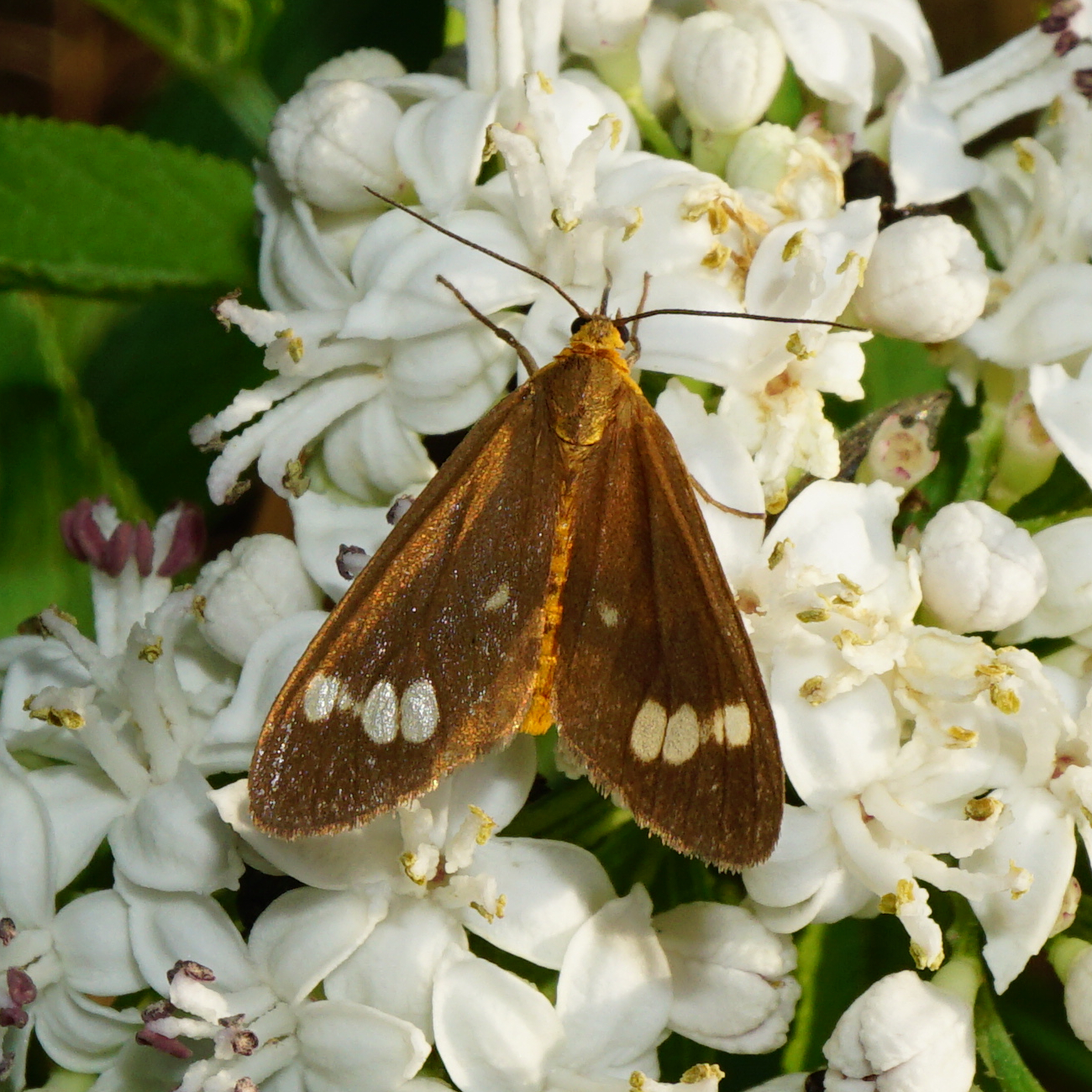

Magyarországon nem védett.